# Hospital Interzonal General Agudos Pedro Fiorito

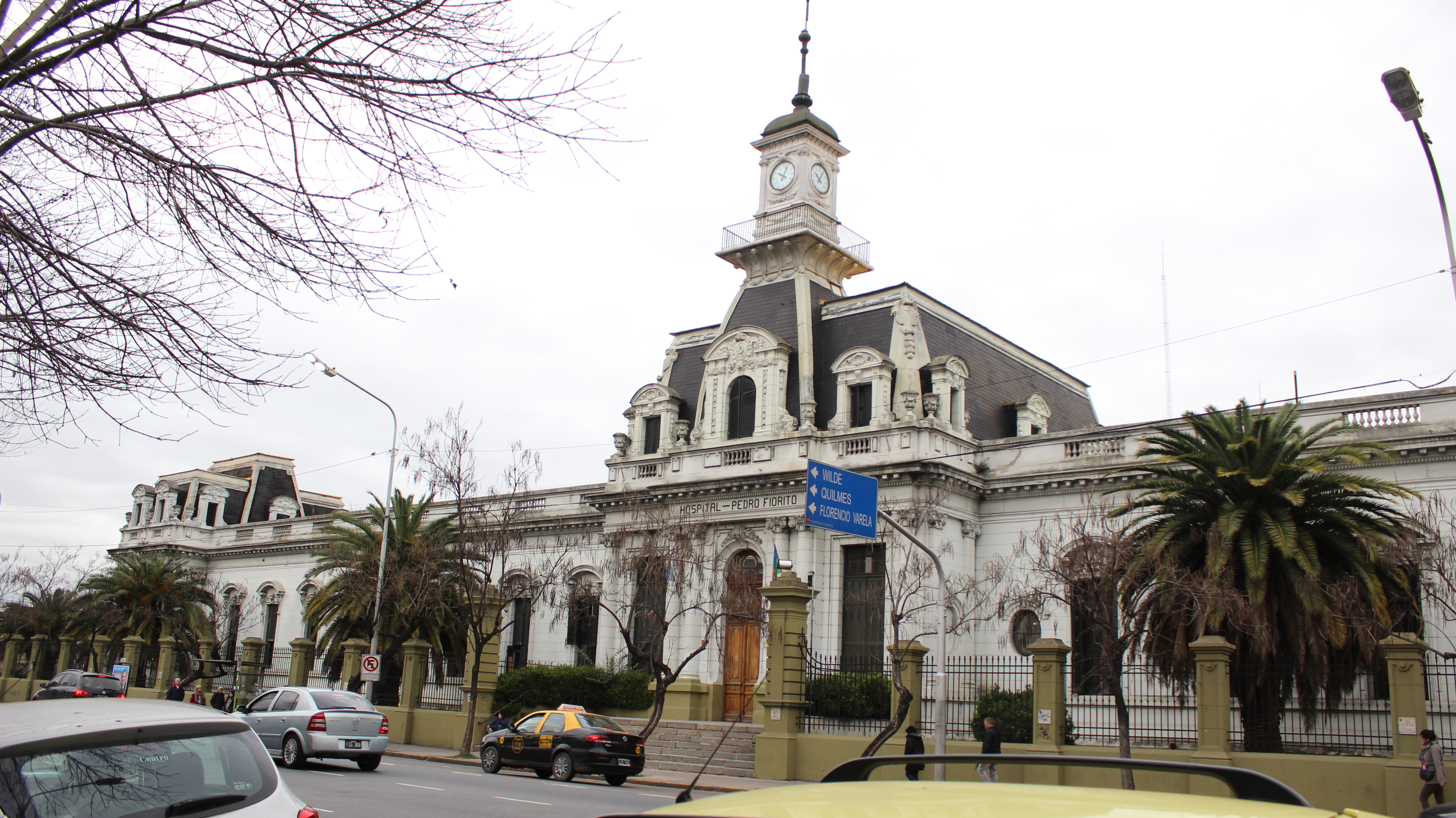
Frente del Hospital Interzonal General de agudos Pedro Fiorito de Avellaneda

El Hospital Interzonal General Agudos “Pedro Fiorito” (más conocido como Hospital Fiorito) es uno de los centros de salud más importantes en la zona sur del Gran Buenos Aires. Está en el centro de la ciudad de Avellaneda (partido de Avellaneda), y fue fundado en 1913. 
Diseñado por los arquitectos italianos Alberto y Alfredo Olivari, el edificio fue financiado por los hermanos Juan, Pedro, Antonio, Alfredo y Carlos Fiorito, que colaboraron con el proyecto que había impulsado la Comisión Pro-Hospital de la Intendencia de Avellaneda, en esa época en manos de Alberto Barceló, un conocido caudillo político de mucho peso en la zona.
Agradeciendo la donación de los Fiorito, se le impuso el nombre de Don Pedro Fiorito, un conocido martillero que vivía en Avellaneda, y la inauguración fue el 8 de junio de 1913, al mismo tiempo que el Monumento a Nicolás Avellaneda que diseñó la escultora Lola Mora y adorna la Plaza Alsina en el centro de la localidad.[cita requerida]
Por entonces, el diseño del Hospital constaba de dos cuerpos independientes, separados por las vías del Ferrocarril Buenos Aires a Ensenada. En ellos funcionaban, entre otras prestaciones, un Servicio de Cirugía, una Sala de Observaciones, una farmacia y un Laboratorio de Análisis Químicos.Tres años más tarde, Isabel Fiorito Bianchi donó el dinero para construir el Pabellón de Maternidad, por lo que fue bautizado con su nombre.
Con los años, el aumento de pacientes obligó a ampliar las instalaciones y a mejorar la calidad de los servicios.
En 1944 se levantó el Pabellón “Aráoz”, que alberga la Clínica Quirúrgica y los Quirófanos Centrales y Periféricos, pabellones de hombres y de mujeres con 70 camas cada uno, seis departamentos especiales para
enfermos. una sala de cirugía completa, lavatorios. En 1956, en tiempos de una epidemia de poliomielitis, se inauguraron las prestaciones de Medicina Física y Rehabilitación. Entre 1963 y 1964, se sumaron los servicios de Alimentación y Pediatría y se levantó el Pabellón de Cardiología “Emilio Alonso”.[cita requerida]
En una de sus últimas remodelaciones, realizada en 1999, el “Fiorito” se convirtió en el primer hospital en poseer una Cámara de Seguridad Biológica, por lo que está considerado como uno de los más avanzados del país. En agosto de 2010, se inauguraron una sala de internación de clínica médica con 24 camas, la guardia pediátrica, una guardia de Emergencias y la renovación eléctrica total del establecimiento. 
Siendo uno de los hospitales Zonales con guardia en diversas especialidades médicas, posee ambulancia para prestar emergencias. A pesar de eso en la zona, el servicio de emergencias domiciliarias lo presta el 911 con móviles policiales.